# Phyllomacromia aeneothorax
Phyllomacromia aeneothorax là loài chuồn chuồn trong họ Macromiidae. Loài này được Nunney mô tả khoa học đầu tiên năm 1895.